# Матчи претенденток 1980/1981
Матчи претенденток 1980/1981
8 участниц, в том числе Н. Гаприндашвили (экс-чемпионка мира), Н. Александрия, Е. Ахмыловская, Ж. Верёци-Петронич, Н. Гуриели, Н. Иоселиани и Т. Лемачко (призёры межзональных турниров). Финалистка матча претенденток 1978 А. Кушнир не подтвердила своего участия в матче претенденток 1980/1981. Её место было предоставлено М. Литинской, которая, завоевав 4-е место в межзональном турнире в Аликанте, выиграла дополнительный матч у Г. Фишдик. Фишдик разделила 4—5-е места с Э. Полихрониаде на межзональном турнире в Рио-де-Жанейро; дополнительном матч между ними закончился вничью (3 : 3) и по коэффициенту Бергера право на матч с Литинской было предоставлено Фишдик. В четвертьфинальных матчах Гаприндашвили выиграла у Гуриели, Александрия — у Ахмыловской, Иоселиани — у Верёци-Петронич, Литинская — у Лемачко. В полуфинальных матчах, где выступали только советские шахматистки, Александрия победила после 2 дополнительных партий Литинскую, а в матче Гаприндашвили — Иоселиани, закончившемся после 4 дополнительных партий вничью — 7 : 7, победу присудили Иоселиани (одержала больше побед чёрными). Право на матч с чемпионкой мира завоевала Александрия, одержавшая в финале убедит, победу над Иоселиани. 